# Torneo de Newport
El Torneo de Newport (oficialmente Hall of Fame Open) es un torneo profesional de tenis correspondiente al ATP Challenger Tour 125 y a la WTA 125s que se celebra anualmente en las instalaciones del Salón de la Fama del Tenis Internacional en Newport, Estados Unidos.
El torneo se desarrolló al mismo tiempo que la ceremonia anual de inducción en el Salón de la Fama. Es el único torneo de América sobre hierba al aire libre. Al jugarse la semana después de la final del Wimbledon el torneo atraía muy pocos jugadores de élite. El estadounidense John Isner fue el jugador que más veces ha ganado el torneo, con un total de 4 títulos.
A partir del 2025, como parte de la campaña One Vision de la ATP para albergar torneos más grandes, dejó de jugarse y se redujo a un torneo de la serie Challenger 125, pero también se amplió para convertirse en un torneo combinado con la inclusión de un torneo femenino de la serie WTA 125s. El torneo se adelantó una semana, coincidiendo con la segunda semana de Wimbledon, para atraer a las jugadoras que perdieron en la primera semana del Grand Slam.

## Palmarés

### Individual masculino
| Año                         | Campeón                                  | Subcampeón                               | Resultado                                |
| --------------------------- | ---------------------------------------- | ---------------------------------------- | ---------------------------------------- |
| 1977                        | Tim Gullikson                            | Hank Pfister                             | 6-4, 6-4, 5-7, 6-2                       |
| 1978                        | Bernard Mitton                           | John James                               | 6-1, 3-6, 7-6                            |
| 1979                        | Brian Teacher                            | Stan Smith                               | 1-6, 6-3, 6-4                            |
| 1980                        | Vijay Amritraj                           | Andrew Pattison                          | 6-1, 5-7, 6-3                            |
| 1981                        | Johan Kriek                              | Hank Pfister                             | 3-6, 6-3, 7-5                            |
| 1982                        | Hank Pfister                             | Mike Estep                               | 6-1, 7-5                                 |
| 1983                        | John Fitzgerald                          | Scott Davis                              | 2-6, 6-1, 6-3                            |
| 1984                        | Vijay Amritraj                           | Tim Mayotte                              | 3-6, 6-4, 6-4                            |
| 1985                        | Tom Gullikson                            | John Sadri                               | 6-3, 7-5                                 |
| 1986                        | Bill Scanlon                             | Tim Wilkison                             | 7-5, 6-4                                 |
| 1987                        | Dan Goldie                               | Sammy Giammalva, Jr.                     | 6-7, 6-4, 6-4                            |
| 1988                        | Wally Masur                              | Brad Drewett                             | 6-2, 6-1                                 |
| 1989                        | Jim Pugh                                 | Peter Lundgren                           | 6-4, 4-6, 6-2                            |
| 1990                        | Pieter Aldrich                           | Darren Cahill                            | 7-6, 1-6, 6-1                            |
| 1991                        | Bryan Shelton                            | Javier Frana                             | 3-6, 6-4, 6-4                            |
| 1992                        | Bryan Shelton                            | Alex Antonitsch                          | 6-4, 6-4                                 |
| 1993                        | Greg Rusedski                            | Javier Frana                             | 7-5, 6-7(7), 7-6(5)                      |
| 1994                        | David Wheaton                            | Todd Woodbridge                          | 6-4, 3-6, 7-6(5)                         |
| 1995                        | David Prinosil                           | David Wheaton                            | 7-6(3), 5-7, 6-2                         |
| 1996                        | Nicolás Pereira                          | Grant Stafford                           | 4-6, 6-4, 6-4                            |
| 1997                        | Sargis Sargsian                          | Brett Steven                             | 7-6(0), 4-6, 7-5                         |
| 1998                        | Leander Paes                             | Neville Godwin                           | 6-3, 6-2                                 |
| 1999                        | Chris Woodruff                           | Kenneth Carlsen                          | 6-7(5), 6-4, 6-4                         |
| 2000                        | Peter Wessels                            | Jens Knippschild                         | 7-6(3), 6-3                              |
| 2001                        | Neville Godwin                           | Martin Lee                               | 6-1, 6-4                                 |
| 2002                        | Taylor Dent                              | James Blake                              | 6-1, 4-6, 6-4                            |
| 2003                        | Robby Ginepri                            | Jürgen Melzer                            | 6-4, 6-7(3), 6-1                         |
| 2004                        | Greg Rusedski                            | Alexander Popp                           | 7-6(5), 7-6(2)                           |
| 2005                        | Greg Rusedski                            | Vince Spadea                             | 7-6(3), 2-6, 6-4                         |
| 2006                        | Mark Philippoussis                       | Justin Gimelstob                         | 6-3, 7-5                                 |
| 2007                        | Fabrice Santoro                          | Nicolas Mahut                            | 6-4, 6-4                                 |
| 2008                        | Fabrice Santoro                          | Prakash Amritraj                         | 6-3, 7-5                                 |
| 2009                        | Rajeev Ram                               | Sam Querrey                              | 6-7(3), 7-5, 6-3                         |
| 2010                        | Mardy Fish                               | Olivier Rochus                           | 5-7, 6-3, 6-4                            |
| 2011                        | John Isner                               | Olivier Rochus                           | 6-3, 7-6(6)                              |
| 2012                        | John Isner                               | Lleyton Hewitt                           | 7-6(1), 6-4                              |
| 2013                        | Nicolas Mahut                            | Lleyton Hewitt                           | 5-7, 7-5, 6-3                            |
| 2014                        | Lleyton Hewitt                           | Ivo Karlović                             | 6-3, 6-7(4), 7-6(3)                      |
| 2015                        | Rajeev Ram                               | Ivo Karlović                             | 7-6(5), 5-7, 7-6(2)                      |
| 2016                        | Ivo Karlović                             | Gilles Müller                            | 6-7(2), 7-6(5), 7-6(12)                  |
| 2017                        | John Isner                               | Matthew Ebden                            | 6-3, 7-6(4)                              |
| 2018                        | Steve Johnson                            | Ramkumar Ramanathan                      | 7-5, 3-6, 6-2                            |
| 2019                        | John Isner                               | Aleksandr Búblik                         | 7-6(2), 6-3                              |
| 2020                        | No disputado por la pandemia de COVID-19 | No disputado por la pandemia de COVID-19 | No disputado por la pandemia de COVID-19 |
| 2021                        | Kevin Anderson                           | Jenson Brooksby                          | 7-6(8), 6-4                              |
| 2022                        | Maxime Cressy                            | Aleksandr Búblik                         | 2-6, 6-3, 7-6(3)                         |
| 2023                        | Adrian Mannarino                         | Alex Michelsen                           | 6-2, 6-4                                 |
| 2024                        | Marcos Giron                             | Alex Michelsen                           | 6-7(4), 6-3, 7-5                         |
| ↓ ATP Challenger Tour 125 ↓ |                                          |                                          |                                          |
| 2025                        | Zachary Svajda                           | Adrian Mannarino                         | 7-5, 6-3                                 |

### Dobles masculino
| Año                         | Campeones                                | Subcampeones                              | Resultado                                |
| --------------------------- | ---------------------------------------- | ----------------------------------------- | ---------------------------------------- |
| 1977                        | Ismail El Shafei Brian Fairlie           | Tim Gullikson Tom Gullikson               | 6-7, 6-3, 7-6                            |
| 1978                        | Tim Gullikson Tom Gullikson              | Colin Dibley Bob Giltinan                 | 6-4, 6-4                                 |
| 1979                        | Bob Lutz Stan Smith                      | John James Chris Kachel                   | 6-4, 7-6                                 |
| 1980                        | Andrew Pattison Butch Walts              | Fritz Buehning Peter Rennert              | 7-6, 6-4                                 |
| 1981                        | Brad Drewett Erik Van Dillen             | Kevin Curren Billy Martin                 | 6-2, 6-4                                 |
| 1982                        | Andy Andrews John Sadri                  | Syd Ball Rod Frawley                      | 3-6, 7-6, 7-5                            |
| 1983                        | Vijay Amritraj John Fitzgerald           | Tim Gullikson Tom Gullikson               | 6-3, 6-4                                 |
| 1984                        | David Graham Laurie Warder               | Ken Flach Robert Seguso                   | 6-4, 7-6                                 |
| 1985                        | Peter Doohan Sammy Giammalva, Jr.        | Paul Annacone Christo Van Rensburg        | 6-1, 6-3                                 |
| 1986                        | Vijay Amritraj Tim Wilkison              | Eddie Edwards Francisco González          | 4-6, 7-5, 7-6                            |
| 1987                        | Dan Goldie Larry Scott                   | Chip Hooper Mike Leach                    | 1-6, 6-3, 7-5                            |
| 1988                        | Kelly Jones Peter Lundgren               | Scott Davis Dan Goldie                    | 6-3, 7-6                                 |
| 1989                        | Patrick Galbraith Brian Garrow           | Neil Broad Stefan Kruger                  | 2-6, 7-5, 6-3                            |
| 1990                        | Darren Cahill Mark Kratzmann             | Todd Nelson Bryan Shelton                 | 7-6, 6-2                                 |
| 1991                        | Gianluca Pozzi Brett Steven              | Javier Frana Bruce Steel                  | 6-4, 6-4                                 |
| 1992                        | Royce Deppe David Rikl                   | Paul Annacone David Wheaton               | 6-4, 6-4                                 |
| 1993                        | Javier Frana Christo van Rensburg        | Byron Black Jim Pugh                      | 4-6, 6-1, 7-6                            |
| 1994                        | Alex Antonitsch Greg Rusedski            | Kent Kinnear David Wheaton                | 6-4, 3-6, 6-4                            |
| 1995                        | Joern Renzenbrink Markus Zoecke          | Paul Kilderry Nuno Marques                | 6-1, 6-2                                 |
| 1996                        | Marius Barnard Piet Norval               | Paul Kilderry Michael Tebbutt             | 6-7, 6-4, 6-4                            |
| 1997                        | Justin Gimelstob Brett Steven            | Kent Kinnear Aleksandar Kitinov           | 6-3, 6-4                                 |
| 1998                        | Doug Flach Sandon Stolle                 | Scott Draper Jason Stoltenberg            | 6-2, 4-6, 7-6                            |
| 1999                        | Wayne Arthurs Leander Paes               | Sargis Sargsian Chris Woodruff            | 6-7, 7-6, 6-3                            |
| 2000                        | Jonathan Erlich Harel Levy               | Kyle Spencer Mitch Sprengelmeyer          | 7-6(2), 7-5                              |
| 2001                        | Bob Bryan Mike Bryan                     | André Sá Glenn Weiner                     | 6-3, 7-5                                 |
| 2002                        | Bob Bryan Mike Bryan                     | Jürgen Melzer Alexander Popp              | 7-5, 6-3                                 |
| 2003                        | Jordan Kerr David Macpherson             | Julian Knowle Jürgen Melzer               | 7-6(4), 6-3                              |
| 2004                        | Jordan Kerr Jim Thomas                   | Gregory Carraz Nicolas Mahut              | 6-3, 6-7(5), 6-3                         |
| 2005                        | Jordan Kerr Jim Thomas                   | Graydon Oliver Travis Parrott             | 7-6(5), 7-6(5)                           |
| 2006                        | Robert Kendrick Jürgen Melzer            | Jeff Coetzee Justin Gimelstob             | 7-6(3), 6-0                              |
| 2007                        | Jordan Kerr Jim Thomas                   | Nathan Healey Ígor Kunitsyn               | 6-3, 7-5                                 |
| 2008                        | Mardy Fish John Isner                    | Rohan Bopanna Aisam-Ul-Haq Qureshi        | 6-4, 7-6(1)                              |
| 2009                        | Jordan Kerr Rajeev Ram                   | Michael Kohlmann Rogier Wassen            | 6-7(6), 7-6(7), [10-6]                   |
| 2010                        | Carsten Ball Chris Guccione              | Santiago González Travis Rettenmaier      | 6-3, 6-4                                 |
| 2011                        | Matthew Ebden Ryan Harrison              | Johan Brunstrom Adil Shamasdin            | 4-6, 6-3, [10-5]                         |
| 2012                        | Santiago González Scott Lipsky           | Colin Fleming Ross Hutchins               | 7-6(3), 6-3                              |
| 2013                        | Nicolas Mahut Édouard Roger-Vasselin     | Tim Smyczek Rhyne Williams                | 6-7(4), 6-2, [10-5]                      |
| 2014                        | Chris Guccione Lleyton Hewitt            | Jonathan Erlich Rajeev Ram                | 7-5, 6-4                                 |
| 2015                        | Jonathan Marray Aisam-ul-Haq Qureshi     | Nicholas Monroe Mate Pavić                | 4-6, 6-3, [10-8]                         |
| 2016                        | Samuel Groth Chris Guccione              | Jonathan Marray Adil Shamasdin            | 6-4, 6-3                                 |
| 2017                        | Aisam-ul-Haq Qureshi Rajeev Ram          | Matt Reid John-Patrick Smith              | 6-4, 4-6, [10-7]                         |
| 2018                        | Jonathan Erlich Artem Sitak              | Marcelo Arévalo Miguel Ángel Reyes Varela | 6-1, 6-2                                 |
| 2019                        | Marcel Granollers Sergiy Stakhovsky      | Marcelo Arévalo Miguel Ángel Reyes Varela | 6-7(10), 6-4, [13-11]                    |
| 2020                        | No disputado por la pandemia de COVID-19 | No disputado por la pandemia de COVID-19  | No disputado por la pandemia de COVID-19 |
| 2021                        | William Blumberg Jack Sock               | Austin Krajicek Vasek Pospisil            | 6-2, 7-6(3)                              |
| 2022                        | William Blumberg Steve Johnson           | Raven Klaasen Marcelo Melo                | 6-4, 7-5                                 |
| 2023                        | Nathaniel Lammons Jackson Withrow        | William Blumberg Max Purcell              | 6-3, 5-7, [10-5]                         |
| 2024                        | André Göransson Sem Verbeek              | Robert Cash James Tracy                   | 6-3, 6-4                                 |
| ↓ ATP Challenger Tour 125 ↓ |                                          |                                           |                                          |
| 2025                        | Robert Cash James Tracy                  | Hans Hach Verdugo Cristian Rodríguez      | 7-6(3), 6-3                              |